# Velio Paulo
Velio Paulo (en latín, Velius Paulus) fue un senador romano del siglo I, de prenomen, que desarrolló su cursus honorum bajo los imperios de Vespasiano y Tito.

## Carrera política
Miembro de la gens Velia, debió ejercer la pretura en 78, bajo Vespasiano, para ser nombrado ya bajo Tito gobernador de la provincia senatorial Bitnia y Ponto, como menciona Plinio el Joven en sus cartas sobre un juicio contra el filósofo Flavio Arquipo, cargo que ejerció entre los años 79 y 80.